# Hannie Schaft

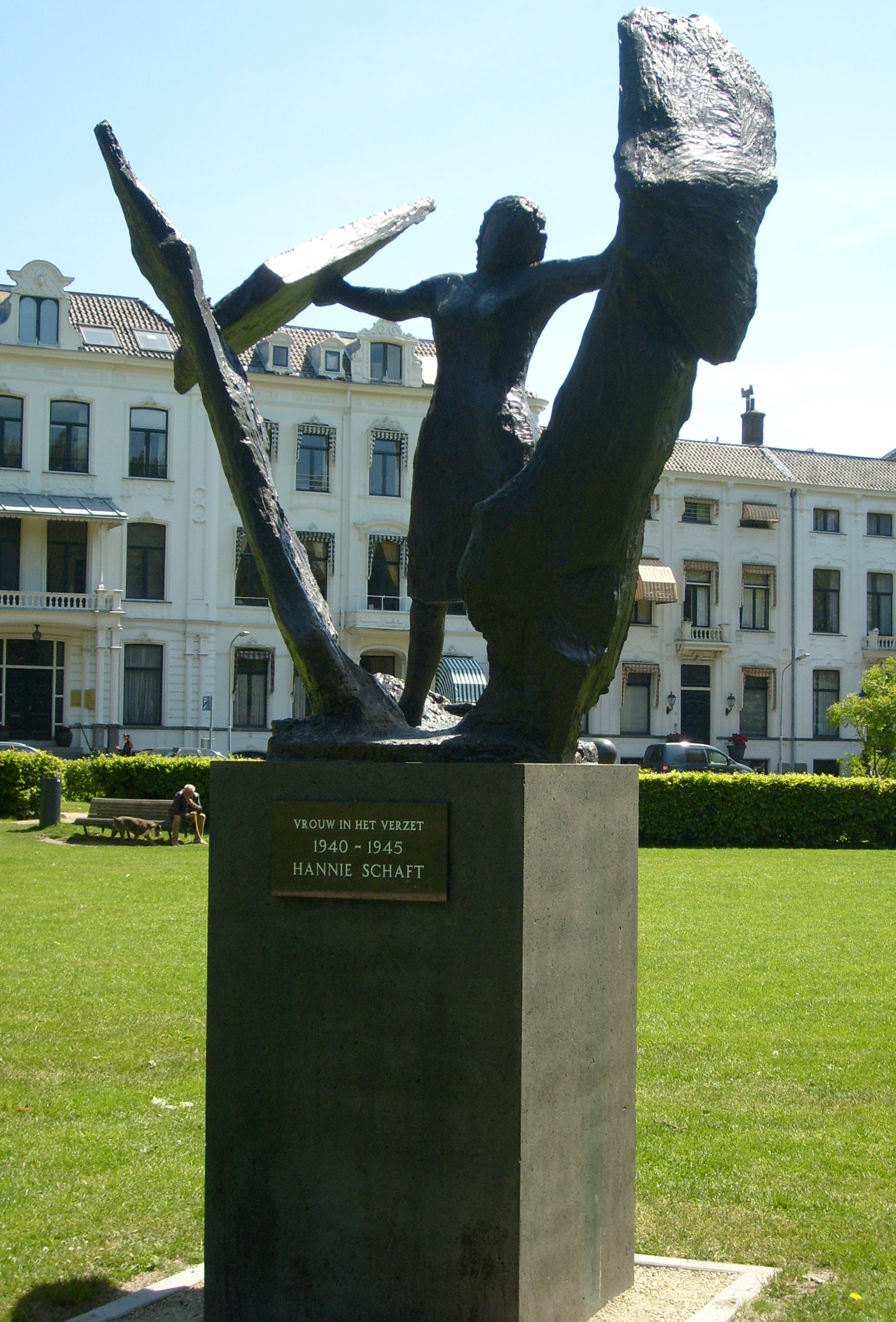
Monumentul dedicat lui Hannie Schaft, Kenaupark, Haarlem

Jannetje Johanna Shaft (n. 16 septembrie 1920, Haarlem, Țările de Jos – d. 17 aprilie 1945, Bloemendaal⁠(d), Bloemendaal, Olanda de Nord, Țările de Jos) a fost o proeminentă luptătoare (comunistă) a Rezistenței olandeze antinaziste din timpul celui de-al Doilea Război Mondial.

## Tinerețea și studiile
Jannetje Johanna Shaft, numită de obicei "Jo" dar mai bine cunoscută sub numele de Hannie Shaft, a fost fiica perechii formate de maestrul de școală normală Pieter Shaft cu Aafje Talea Vrijer. Mama ei a aparținut cultului menonit, iar tatăl său a fost un susținător al Partidului Social Democrat al Muncitorilor din Olanda. În 1938 a început să studieze Dreptul la Universitatea din Amsterdam. În timpul studiilor sale, Hannie Shaft a devenit prietenă cu două studente evreice, Philine Polak și Sonja Frenk, care în timpul războiului s-au ascuns în casa părinților ei. Această prietenie a făcut ca discriminarea evreilor în timpul celui de-al Doilea Război Mondial să o afecteze la modul personal.

## Participarea la Rezistență
Ca studentă a refuzat (regimului nazist) să semneze Declarația de loialitate, urmare acestui fapt fiind nevoită să se retragă la casa părinților ei. A început să ia parte la Rezistență, ajutând (în mod clandestin) persoane, cu cartele de raționament și cu documente de identitate furate. Pe timpul Rezistenței a dobândit pseudonimul Hannie, recunoscută de asemenea și sub numele de "roșcata". În această perioadă s-a alăturat Consiliului de Rezistență (RVV), o organizație strâns relaționată cu CPN (Partidul Comunist din Olanda). În colaborare cu surorile Truus si Freddie Oversteegen a întreprins mai multe atacuri atât împotriva invadatorilor germani, cât și împotriva unor proprii concetățeni olandezi renumiți a fi fost colaboraționiști și/sau trădători.
În data de 8 iunie a anului 1944, în colaborare cu Jan Bonekamp, a atentat împotriva patiserului Piet Faber, un membru al NSB  (Mișcarea Național-Socialistă din Țările de Jos). Piet Faber a murit șase zile mai târziu. În 21 iunie a aceluiași an a atentat cu succes împotriva lui W. M. Ragut, dar în acest atac Jan Bonekamp a fost rănit mortal. La 5 septembrie care a urmat (în colaborare cu Jan Heusdens), atentează împotriva unui agent de poliție, dar respectivul atentat eșuează. Pe 25 octombrie a avut planificat impreună cu Truus (una dintre cele două surori Oversteegen) atentatul împotriva lui Fals Krist (binecunoscut ofițer de poliție din Haarlem, membru al NSB și colaborator al SD, Serviciul de Securitate al SS), dar alți membri de-ai rezistenței din Haarlem le-au luat-o înainte.
Deprinzând germana până la a o vorbi fluent, Hannie Shaft obișnuia să iși folosească acest atu pentru a conversa cu soldați germani, ceea ce făcea ca ea să pară, în ochii unora, a fi un colaboraționist. Atunci când o secțiune a RVV în Velsen a executat un fermier fără permisiunea comandanților ei, Hannie (împreună cu celelalte două femei) au furnizat liderilor RVV o listă cu numele autorilor actului. Astfel că cei care l-au executat pe respectivul fermier au fost divulgati SD, asta însemnând condamnarea acelora la moarte. După război s-a investigat în profunzime acest incident, și s-a stabilit că Hannie, probabil, nu putea bănui cu exactitate care vor fi consecințele acelei fapte ale sale.
La 1 martie 1945, Hannie Shaft și Truus Oversteegen l-au ucis dintr-o singură impușcătură pe ofițerul de poliție (și membru al NSB), Willem Zirkzee. La 15 martie l-au asasinat pe celebrul coafor Ko Langendijk, care lucra pentru SD (anterior încercase asta si Jan Bonekamp, dar fără succes).

## Arestarea și execuția
La 21 martie 1945, Hannie Shaft a fost arestată la un punct de control de poliție în Haarlem, având asupra ei publicații ilegale, și o armă. Germanii și-au dat seama abia în cazarma poliției din Haarlem pe cine arestaseră, iar nazistul Emil Rühl a preluat-o si dus-o la "Închisoarea II" din Amsterdam. Deși la sfârșitul războiului a existat un acord între ocupanți și forțele de rezistență, de a nu se ucide femei, Hannie Shaft a fost executată prin împușcare pe 17 aprilie, 1945 (cu trei săptămâni înainte de sfârșitul războiului) în dunele de la Bloemendaal, din ordinul lui Willy Lages, șeful SD în Amsterdam. Hannie Shaft a fost repudiată, urâtă de către germani pentru că, în opinia lor, a recurs la atacuri inutile în acele ultime zile ale războiului. După un glonț ratat de către al său executor, Maarten Kuiper (care, a participat și la arestarea Annei Frank ), Hannie a spus cu sânge rece: "Eu aș trage mult mai bine". Maarten Kuiper și-a golit atunci încărcătorul mitralierei, în ea.

## Înmormântată cu onoruri
La 27 noiembrie 1945, trupul său a fost exhumat și transferat la Cimitirul de Onoare din Bloemendaal, Overveen, în prezența reginei Wilhelmina, a prințesei Juliana și a prințului consort Bernard de Lippe-Biesterfeld. Pentru lupta ei împotriva naziștilor, Hanniei Shaft i-a fost conferită, post-mortem, cea mai inaltă decoratie olandeză acordată vreunui membru al Rezistenței  Crucea Rezistenței, precum și o distincție specială din partea Statelor Unite ale Americii.
Pe 3 mai 1982, prietena ei din Rezistență, Truus Menger-Oversteegen, și prințesa Juliana, au dezvelit o statuie de bronz în onoarea Hanniei Shaft, în parcul Kenau din Haarlem.

## Moștenirea rămasă
În onoarea ei, mai multe școli și străzi din Olanda îi poartă numele. De asemenea, în onoarea ei (și a multor alți membri ai Rezistenței), a fost creată Fundația Națională în Memoria Hanniei Shaft. S-au editat diverse cărți si s-au făcut diverse filme despre viața ei: caracterul său apare, de exemplu, în filmul Atentatul, de Fons Rademakers. Ineke Verdoner a scris un cântec despre ea. Theun de Vries a scris o biografie despre viața ei, numită: Het meisje met het mers haar (Fata cu părul roșu). Această carte a fost adusă pe ecrane sub același titlu, în anul 1981, de către Ben Verbong, avându-l ca protagonist pe  Renee Soutendijk.
La 22 ianuarie a anului 2008, Uniunea Astronomică Internațională a botezat planetoidul 85119 cu numele de Hannie Shaft.

## Legături externe
- Materiale media legate de Hannie Schaft la Wikimedia Commons
- Biografia lui Hannie Shaft în Dicționar Biografic de Jos (în olandeză)
- Fundația națională în memoria lui Hannie Shaft (în olandeză)